# Hilmand (řeka)
Hilmand nebo Hírmand (persky هیرمند‎ nebo هلمند‎) je řeka v Afghánistánu a Íránu (provincie Vardak, Ghazní, Orúzgán, Hilmand, Nímróz, Sístán a Balúčistán), která protéká Íránskou vysočinou. Je 1150 km dlouhá. Povodí má rozlohu přibližně 500 000 km².

## Průběh toku
Pramení v horském hřbetu Kúhe Bábá nedaleko Kúh-e Paghman. Ústí do jezera Hamún v Sístánské pánvi, které zasahuje na území Íránu. Vytváří rozsáhlou deltu, jejíž ramena často mění svoji polohu.

### Přítoky
Hlavním přítokem je Arghandáb, který se do Hilmandu vlévo přibližně dvacet kilometrů jižně od Laškargáhu, hlavního města provincie Hilmand.

## Vodní režim
Zdrojem vody jsou převážně sněhové srážky. Průměrný roční průtok vody činí 400 až 500 m³/s, maximální dosahuje přibližně 15 000 m³/s. Na jaře a v létě je průtok vyšší (1500 až 2000 m³/s), zatímco v zimě nižší (50 až 60 m³/s). V zimě však někdy dochází k náhlým vzestupům hladiny v důsledku oteplení.

## Využití
Na středním a dolním toku je využívána k zavlažování úzkého pásu země mezi pouštěmi Registán a Dašt-e Margo, do kterého náleží i Girišcká oáza s centrem v Girišku. Oblast delty je hustě osídlená a také zde se využívá voda z řeky především na zavlažování. Na ramenech řeky bylo vybudováno několik přehradních nádrží, z nichž je nejvýznamnější Sistánská.